# Stanley Watson (Neurowissenschaftler)
Stanley J. Watson (* 30. Mai 1943 in Henryetta, Oklahoma) ist ein US-amerikanischer Neurowissenschaftler (funktionelle und molekulare Neuroanatomie) und Psychiater.

## Leben und Wirken
Stanley Watson wuchs in New Orleans auf. Er erwarb 1965 an der University of Southern Mississippi einen Bachelor in Psychologie, 1970 an der University of Iowa einen Ph.D. in Klinischer Psychologie und 1974 an der Tulane University einen M.D. als Abschluss des Medizinstudiums. Seine Facharztausbildung zum Psychiater absolvierte er in San Francisco und an der Stanford University. Außerdem hat er einen Facharzt (board certification) in Neurologie.
1978 erhielt Watson eine Stelle als Assistant Professor an der University of Michigan (UMich), wo er 1981 zum Associate Professor aufstieg und 1987 eine ordentliche Professur erhielt. Heute (Stand 2024) hat er an der UMich eine nach Ralph Waldo Gerard benannte Professur für Neurowissenschaften und eine Professur für Psychiatrie inne. Er war von 1995 bis 2021 gemeinsam mit Huda Akil Co-Direktor des dortigen Molecular and Behavioral Neuroscience Institute. Außerdem gehört er zu den Direktoren des Pritzker Neuropsychiatric Disorders Research Consortium.
Watson ist für seine Arbeiten zu den biologischen Grundlagen der Schizophrenie und anderer psychiatrischer Erkrankungen wie Depression und Bipolare Störung bekannt. Die Anwendung der In-situ-Hybridisierung in den Neurowissenschaften konnte durch Watson und Mitarbeiter wesentlich verbessert werden. Weitere (tierexperimentelle) Arbeiten Watsons befassen sich mit den strukturellen Veränderungen des Gehirns bei Stress und bei Substanzmissbrauch.
Watson hat laut Google Scholar einen h-Index von 147, in der Datenbank Scopus lassen sich ihm zwei Profile zuordnen mit einem h-Index von 121 bzw. 15 (jeweils Stand Januar 2024).
Stanley Watson ist seit 1972 mit Huda Akil verheiratet. Das Paar hat zwei Kinder.

## Auszeichnungen (Auswahl)
- 1993 Pasarow Award für Neuropsychiatrie[6]
- 1994 Mitglied des Institute of Medicine (heute National Academy of Medicine)[7]
- 2000 Fellow der American Association for the Advancement of Science
- 2012 Sarnat-Preis[8]